# Ахмедов, Мамед Наджаф оглы
Мамед Наджаф оглы Ахмедов (азерб. Məmməd (Mәhәmmәd) Nəcəf oğlu Əhmədov; 1 июля 1907, Ардебиль — 31 марта 1974, Баку) — азербайджанский советский инженер-химик в области технологии переработки нефти, начальник цеха и главный инженер нефтеперерабатывающего завода имени А. Караева, главный инженер Сумгаитского химического завода (1958—1960), лауреат Сталинской премии (1951), кандидат технических наук (1962). Считался ведущим специалистом нефтепереработки республики.

## Биография
Мамед Ахмедов родился 1 июля 1907 года в Ардебиле в семье Наджаф-бека и Гюльгяз. Вскоре после смерти его отца его мать вместе с ним, своим старшим сыном Гусейном и дочерью Гэмэр, сестрой-близнецом Мамеда, переехала в Баку, купила дом в посёлке Сабунчи, где и поселилась.
В 1936 году окончил технологический факультет Бакинского политехнического института по специальности химика-технолога по переработке нефти и газа.
Работал на Бакинском нефтеперерабатывающем заводе имени А. А. Андреева оператором, начальником цеха и главным инженером. Мамед Ахмедов был одним из специалистов, принимавших участие в создании совершенных процессов переработки нефти на нефтезаводах в Баку.
Будучи начальником цеха завода имени А. А. Андреева инженер Мамед Ахмедов в годы Великой Отечественной войны проводил работы по улучшению технологического процесса установок по перегонке нефти. По его предложению было проведено усиление откачки остатка из колонны, в условиях переработки тяжелых нефтей, что позволило сохранить прежнюю мощность, снижавшуюся обычно приблизительно на 25 процентов.
Ахмедову и тогдашнему директору нефтеперерабатывающего завода А. Д. Лемберанскому, а также учёным Азербайджанского научно-исследовательского института нефтяной промышленности (АзНИИ НП) А. В. Кудиновой, А. Б. Тертеряну, М. Н. Надировой, Л. А. Куприяновой и др. впервые в Советском Союзе удалось разработать метод получения авиационного топлива широкого назначения из бакинских уникальных нефтей. Данный метод был удостоен Сталинской премии и создал основу для получения аналогичных топлив на базе других нефтей СССР.
В конце 1950-х Мамед Ахмедов, будучи главным инженером нефтеперерабатывающего завода имени А. Караева, был командирован в Румынию, а после возвращения опубликовал свои заметки о румынских нефтехимиках в газете «Бакинский рабочий».
С 1958 по 1960 год работал главным инженером Сумгаитского химического завода. С 1960 года и до конца жизни работал в Институте нефтехимических процессов имени Ю. Г. Мамедалиева Академии наук Азербайджанской ССР.
В 1962 году получил учёную степень кандидата технических наук. Так, согласно протоколу № 242 а/к от 27 июня 1962 года, Высшая аттестационная комиссия постановила выдать диплом кандидата наук Ахмедову Мамеду Наджаф оглы.
Скончался Мамед Ахмедов 31 марта 1974 года в Баку.

## Награды и премии
- Сталинская премия третьей степени (1951) — за создание нового образца моторного топлива[9] (за организацию производства специального керосина)[10].
- Орден Ленина[3].
- Два ордена Трудового Красного Знамени[3].
- Медаль «За оборону Кавказа»

## Научные работы и публикации
Книги
- Методы ведения технологического режима на нефтеперерабатывающих установках. Из опыта работы завода им. А. А. Андреева (азерб.) / Ред. чл.-кор. АН СССР проф. В. С. Гутыря и канд. техн. наук В. П. Крамской. — Баку: Азнефтеиздат, 1954. — 68 с. — 2000 экз.  (совместно с И. М. Кардаш)
- Развитие химической промышленности Азербайджана в семилетке (азерб.) / Ред. Д. И. Зульфугарлы[азерб.]. — Баку: Азернешр, 1960. — 46 с. — 5000 экз.
- Экономическая эффективность комплексной автоматизации нефтедобывающих предприятий. — М.: ВНИИОЭНГ, 1968. (совместно с А. И. Кербалиевым, Д. С. Рысс, А. Л. Асиновским)

Статьи
- В содружестве с новаторами производства. (Опыт нефтеперерабатывающего завода им. Андреева) // Азербайджанское нефтяное хозяйство. — 1953. — № 2. — С. 23-24.
- Разработка и внедрение дифференцированных карт на нефтеперерабатывающих заводах // Азербайджанское нефтяное хозяйство. — 1953. — № 4. — С. 21-22.
- Получение деэмульгатов из отходов нефтеперерабатывающей промышленности и изучение их свойств // Труды Института химии Академии наук Азербайджанской ССР. — 1953. — Т. XI. — С. 30-48. (совместно Ю. Г. Мамедалиевым, М. А. Ашимовым, Х. М. Алиевым, Т. И. Мамедовым и Г. Г. Ашумовым)
- Опыт румынских нефтехимиков неоценим. (Заметки глав. инж. нефтеперерабатывающего завода им. Караева, посетившего Рум. Нар. Республику) // Бакинский рабочий. — 1958. — 23 августа.
- Получение синтетического моющего средства азолята-Б из природной ароматики, содержащейся в некоторых нефтях Азербайджана и перспективы его промышленного производства в Баку // Доклады Академии наук Азербайджанской ССР. — 1959. — Т. XV. — С. 673-680. (совместно с М. А. Ашимовым)
- Химия и технология топлив и масел // Нефтехимия. — 1963. — № 8, 32. (совместно с  М. А. Мардановым, С. А. Султановым и Л. Г. Исмайловой)
- Облагораживание керосинов легкого и глубокого термического крекинга нефтяных остатков // Азербайджанский химический журнал. — 1965. — С. 9. (совместно с С. П. Петросяном)
- Влияние природы нафтенового концентрата на образование нафтеновых кислот при реакции жидкообразного окисления // Переработка азербайджанских нефтей. — 1973. — Вып. 4. — С. 38-44. (совместно с Б. К. Зейналовым, А. А. Ахундовым и др.)
- Исследование процесса десублимации нитирилов фталевых кислот в непрерывнодействующем лабораторном аппарате // Переработка азербайджанских нефтей. — 1973. — Вып. 4. — С. 123-127. (совместно с С. Д. Мехтиевым, А. А. Ахмед-заде и др.)

## Семья
- Жена — Зарифа Ахмедова;
  - Дочь — Валида
  - Дочь — Нушаба
  - Дочь — Адиля
  - Дочь — Хураман
  - Дочь — Мехрибан
  - Сын — Адиль (утонул в море в Бузовнах в возрасте 12 лет)